# Омоним (таксономия)
Омоним в таксономии — название биологического таксона, орфографически идентичное другому (или настолько сходное с ним по написанию, что может рассматриваться как орфографически идентичное), но основанное на другом номенклатурном типе.
Из числа омонимов все, кроме старейшего, исключаются из употребления.

## Терминология
- Существование двух или большего числа орфографически идентичных названий таксонов, основанных на разных номенклатурных типах, называется омонимией.
- Из двух омонимов тот, который был опубликован раньше, называется старшим омонимом, а тот, который был опубликован позже, называется младшим омонимом.
- Если имел место перенос зоологического таксона в ранге вида или подвида из одного рода в другой и в результате связанного с этим переносом изменения названий таксонов возникли омонимы, тот из этих омонимов, который относился к данному роду до произведённого переноса, называется первичным омонимом, а те омонимы, которые возникли в результате изменения названия, называются вторичными омонимами.

## Приведение омонимов в тексте
Для приведения в тексте ссылки на конкретный омоним используются латинские союзы non («не») и nec («и не»).
Например, запись Bartlingia Brongn. (1827) non Rchb. (1824) nec F.Muell. (1877) обозначает, что рассматривается таксон Bartlingia, описанный Адольфом Теодором Броньяром в 1827 году, а не таксоны, которым в 1824 и 1877 году соответственно Людвиг Рейхенбах и Фердинанд фон Мюллер дали то же имя.

## Устранение омонимии
При обнаружении таксономических омонимов принимаются меры по их устранению, суть которых заключается в том, что действительным названием признаётся лишь старший омоним, а младшие омонимы замещаются.
Классическим примером устранения омонимии может считаться случай с родовым названием утконоса. Сначала для этого рода животных было предложено название Platypus G.Shaw 1799, однако к этому времени родовое название Platypus уже было использовано Иоганном Гербстом для одного из родов жуков-короедов (Platypus Herbst 1793). Поскольку оба этих названия относятся к животным и попадают под действие Международного кодекса зоологической номенклатуры, из двух названий — Platypus Herbst 1793 и Platypus G.Shaw 1799 — первое следует признать старшим омонимом, а второе — младшим омонимом, подлежащим исключению; вместо него используется замещающее его название Ornithorhynchus Blumenbach 1800.

## Исключения
Названия родов не должны быть одинаковыми лишь в пределах юрисдикции каждого из кодексов биологической номенклатуры, поэтому роды, относящиеся к юрисдикции различных кодексов, не считаются таксономическими омонимами даже в случае совпадения своих наименований и к ним не должна применяться процедура устранения омонимии. В английском языке для таких названий используется термин valid homonyms (можно перевести как «законные, или действительные, или действующие омонимы»), в русском языке соответствующего устоявшегося термина нет.
К примеру, омонимами не являются Pieris, название рода цветковых растений из семейства Вересковые (Ericaceae), — и Pieris, название рода бабочек из семейства Белянки (Pieridae).
| Пиерис японский (Pieris japonica) из рода Pieris семейства Вересковые (Ericaceae) | Капустница, или Белянка капустная (Pieris brassicae) из рода Pieris семейства белянок (Pieridae) |